# Spela allan
Spela allan (alternativt leka allan) är ett svenskt slanguttryck som innebär att spela tuff eller överlägsen.
Uttrycket anses hänsyfta på Alan Ladd, en amerikansk filmskådespelare i den hårdkokta stilen som förekom i gangster- och äventyrsroller på 1940- och 1950-talet. Uttrycket finns med i Haldo Gibsons svenska slangordbok från 1969. Draget av töntighet över uttrycket kom till på 1980- och 1990-talen.